# Coelioxys brevicaudata
Coelioxys brevicaudata là một loài Hymenoptera trong họ Megachilidae. Loài này được Friese mô tả khoa học năm 1935.